# Sphingonaepiopsis ansorgei
Sphingonaepiopsis ansorgei är en fjärilsart som beskrevs av Rothschild 1904. Sphingonaepiopsis ansorgei ingår i släktet Sphingonaepiopsis och familjen svärmare. Inga underarter finns listade i Catalogue of Life.